# Somalische savannezanger
De Somalische savannezanger (Calamonastes simplex; synoniem: Camaroptera simplex) is een zangvogel uit de familie Cisticolidae.

## Verspreiding en leefgebied
Deze soort komt voor in het oosten van Afrika van Ethiopië en Somalië tot noordelijk Tanzania .

## Status
De grootte van de populatie is niet gekwantificeerd maar de soort wordt omschreven als plaatselijk algemeen. Op de Rode lijst van de IUCN heeft deze soort de status niet bedreigd.